# 中央邦普什圖人
中央邦普什圖人，是生活在印度中央邦說烏爾都語的普什圖族穆斯林。

## 歷史與起源
普什圖人來到這地區是在莫臥兒帝國後期，當時一個博帕爾土邦的大君多斯特·穆罕默德汗招募他們。
他們來到後一直當兵並生活到印巴分治，他們留下並生活到現在。